# 5e Groupe-brigade mécanisé du Canada
Ne doit pas être confondu avec 5e Brigade d'infanterie canadienne.
Le 5e Groupe-brigade mécanisé du Canada (5e GBMC) est un groupe-brigade de l'Armée canadienne des Forces canadiennes. Il fait partie de la 2e Division du Canada et son quartier général est situé sur la base des Forces canadiennes (BFC) Valcartier au Québec. La formation a un effectif total de 5 000 militaires réguliers et réservistes et d'employés civils.

## Histoire
Les membres du 5e GBMC ont participé à des opérations domestiques lors des inondations au Saguenay au Québec et au Manitoba ainsi que durant la crise du verglas dans la région de Montréal. Plus récemment, des membres de la brigade ont été déployés aux alentours de Saint-Jean-sur-Richelieu au Québec afin de prêter main-forte aux autorités civiles lors des inondations du printemps 2011 en Montérégie.
Sur la scène internationale, plus de 10 000 membres du 5 GBMC ont été déployés depuis 1990 dans le cadre d’opérations de maintien de la paix. Entre novembre 2006 et juin 2011, la majorité des militaires du 5 GBMC ont été déployés à Kandahar dans le Sud de l’Afghanistan. La Force internationale d’assistance à la sécurité, déployée sous le mandat de l'ONU et placée sous le commandement de l’OTAN, a contribué notamment à mener des opérations de combat, à stabiliser l’instruction de l’Armée nationale afghane (ANA) et à assurer la reconstruction et le renforcement des institutions gouvernementales. Déployés à Kaboul jusqu’à l’été 2013, les membres du 5 GBMC ont évolué au sein d’une mission de mentorat opérationnel de l’ANA.
En 2010, en plus de prendre part à la sécurité entourant la tenue des Jeux olympiques de Vancouver, des membres du 5 GBMC ont été déployés en Haïti à la suite du séisme qui a secoué le pays en janvier 2010.

## Unités
|  | Unité                                                 | Base                | Type                              |
|  | ----------------------------------------------------- | ------------------- | --------------------------------- |
|  | Quartier général et Escadron des Transmissions (QGET) | BFC Valcartier      | Quartier général et transmissions |
|  | 1er Bataillon, Royal 22e Régiment                     | BFC Valcartier      | Infanterie mécanisée              |
|  | 2e Bataillon, Royal 22e Régiment                      | Citadelle de Québec | Infanterie mécanisée              |
|  | 3e Bataillon, Royal 22e Régiment                      | BFC Valcartier      | Infanterie légère                 |
|  | 5e Régiment d'artillerie légère du Canada             | BFC Valcartier      | Artillerie de campagne            |
|  | 5e Régiment du génie de combat                        | BFC Valcartier      | Génie de combat                   |
|  | 12e Régiment blindé du Canada                         | BFC Valcartier      | Blindé                            |
|  | 5e Bataillon des services du Canada                   | BFC Valcartier      | Services de soutien au combat     |

En plus des unités qui en font strictement partie ci-dessus, les unités suivantes sont affiliées opérationnellement au 5e GBMC sans en faire partie techniquement :
- 5e Ambulance de campagne
- 5e Peloton de police militaire
- 430e Escadron tactique d'hélicoptères